# Stanisław Leśniowski (urzędnik)

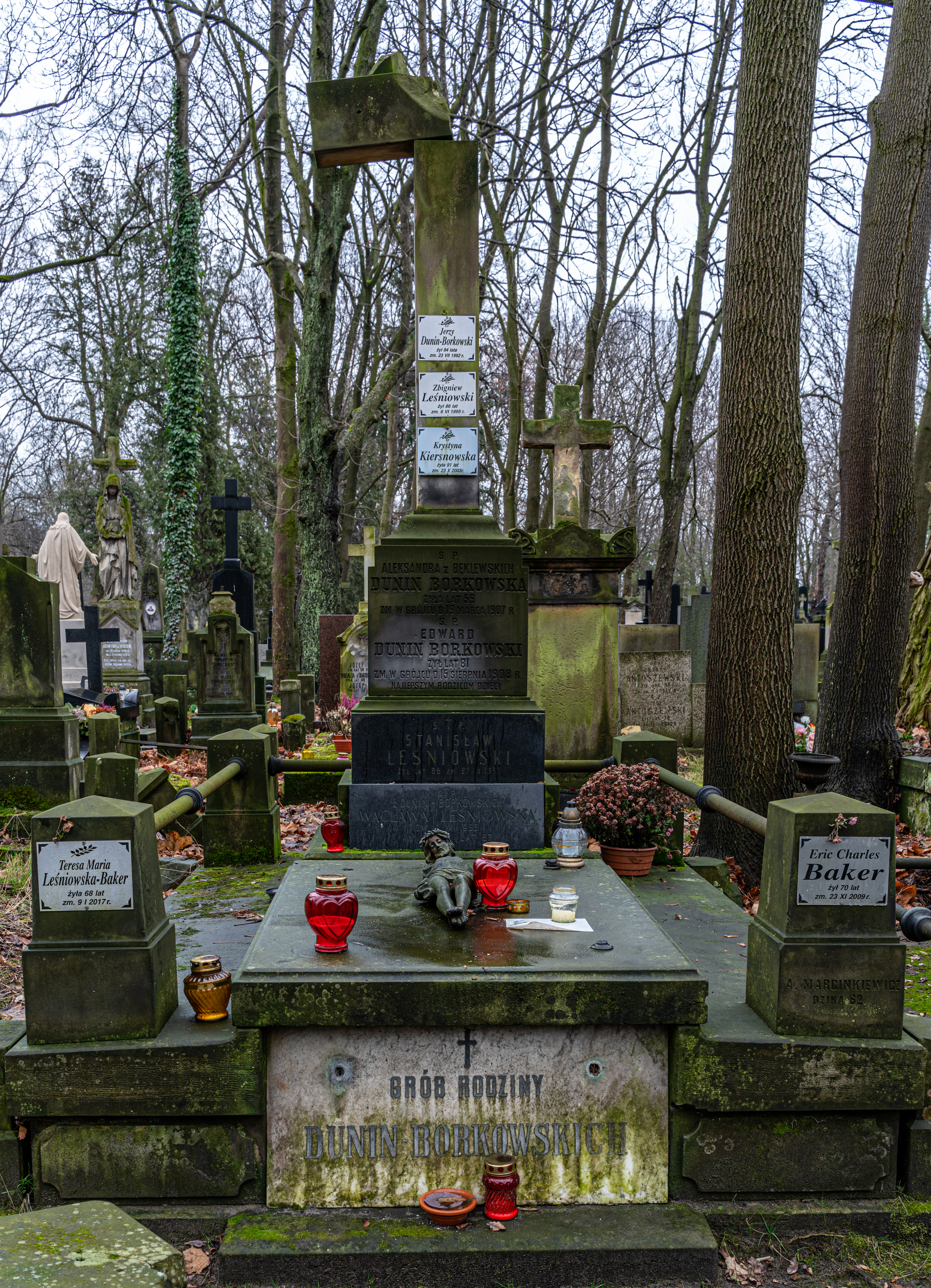
Grób Stanisława Leśniowskiego na cmentarzu Powązkowskim

Stanisław Leśniowski (ur. 8 lutego 1871 w Górze Kalwarii, zm. 27 lutego 1957 w Warszawie) – polski działacz rolniczy, urzędnik ministerialny w II RP.

## Życiorys
Członek zarządu Centralnego Komitetu Obywatelskiego w Warszawie (1914-1915)
Po odzyskaniu przez Polskę niepodległości został dyrektorem departamentu w Ministerstwie Reform Rolnych. Od 1924 do 1951 pełnił funkcję dyrektora Muzeum Przemysłu i Rolnictwa w Warszawie. Był prezesem Związku Urzędników Gospodarczych RP.
Podczas II wojny światowej był współzałożycielem Biura Pracy Społecznej.
Jego synami byli Stanisław (1904–1987, oficer Wojska Polskiego, mąż Zofii i zięć generała Władysława Sikorskiego) i Zbigniew (1909–1995, powstaniec warszawski, ps. „Gryf”).
2 maja 1923 został odznaczony Krzyżem Komandorskim Orderu Odrodzenia Polski „w uznaniu zasług, położonych dla Rzeczypospolitej Polskiej na polu organizacji instytucji rolniczych”.
Zmarł 27 lutego 1957 w Warszawie. Został pochowany w grobowcu rodziny Dunin-Borkowskich na cmentarzu Powązkowskim w Warszawie (kwatera 72, rząd 6, miejsce 7,8).